# هيتوشي ساساكي (لاعب كرة قدم مواليد 1891)
هيتوشي ساساكي (باليابانية: 佐々木等)، هو لاعب كرة قدم ياباني سابق كان يلعب كلاعب وسط.